# S/S Hermod
S/S Hermod var ett svenskbyggt lastfartyg som torpederades under andra världskriget.

## Fartyget
Ångaren Hermod som sjösattes 1918 vid Södra varvet i Stockholm var beställd av Sveabolaget och gjorde sin första resa i mars 1919. År 1929 kolliderade Hermod i Kielkanalen med tyska ångaren Amrum, vilken kort dessförinnan refuserats vid underhandlingar om inköp till Sveabolaget. Vid ett besök i Västerås kolliderade Hermod med en 50 meter lång elevator på kajen. Elevatorn krossades. Hermod gick 1942 i samma eskort som Grängesbergsbolagets malmångare C.F. Liljevalch, då detta fartyg torpederades på svenskt vatten och sjönk på 25 sekunder, där 33 man omkom. Några av de sju räddade bärgades av Hermod.

## Torpederingen
På väg från Rotterdam till Helsingborg torpederades Hermod på natten den 13 mars 1943, när fartyget var utanför Terschelling på Holländska kusten. Anfallet kom fullständigt överraskande, och besättningen måste omedelbart sätta en av livbåtarna i sjön. Hermod sjönk på ett par minuter, så att de som inte hann komma i livbåten fick hoppa i vattnet, varifrån de sedan plockades upp i livbåten. I denna räddades sexton personer. De fyra omkomna hade befunnit sig under däck och hann aldrig sätta sig i säkerhet, än mindre ta sig upp på däck. En eldare hade kort före torpederingen gått upp på däck i ett ärende vilket räddade hans liv. De 16 överlevande plockades upp av en minsvepare som landsatte dem i Cuxhaven.